# Louis-Michel Cluzeau
Louis-Michel Cluzeau est un écrivain français né en 1937. Deux de ses « dramatiques » ont été enregistrées par Radio France. En 1993 il remporte le « Concours Mondial de la nouvelle - RFI », avec Fiancée à vendre.

## Œuvres
- Fiancée à vendre et 13 autres nouvelles, éditions Sépia, 1993.
- Le Cheval de Marsac, SPM, 1994.
- L'Apollon de Marsac, Anne Carriere éditions, 2000.